# Kaspar Klock

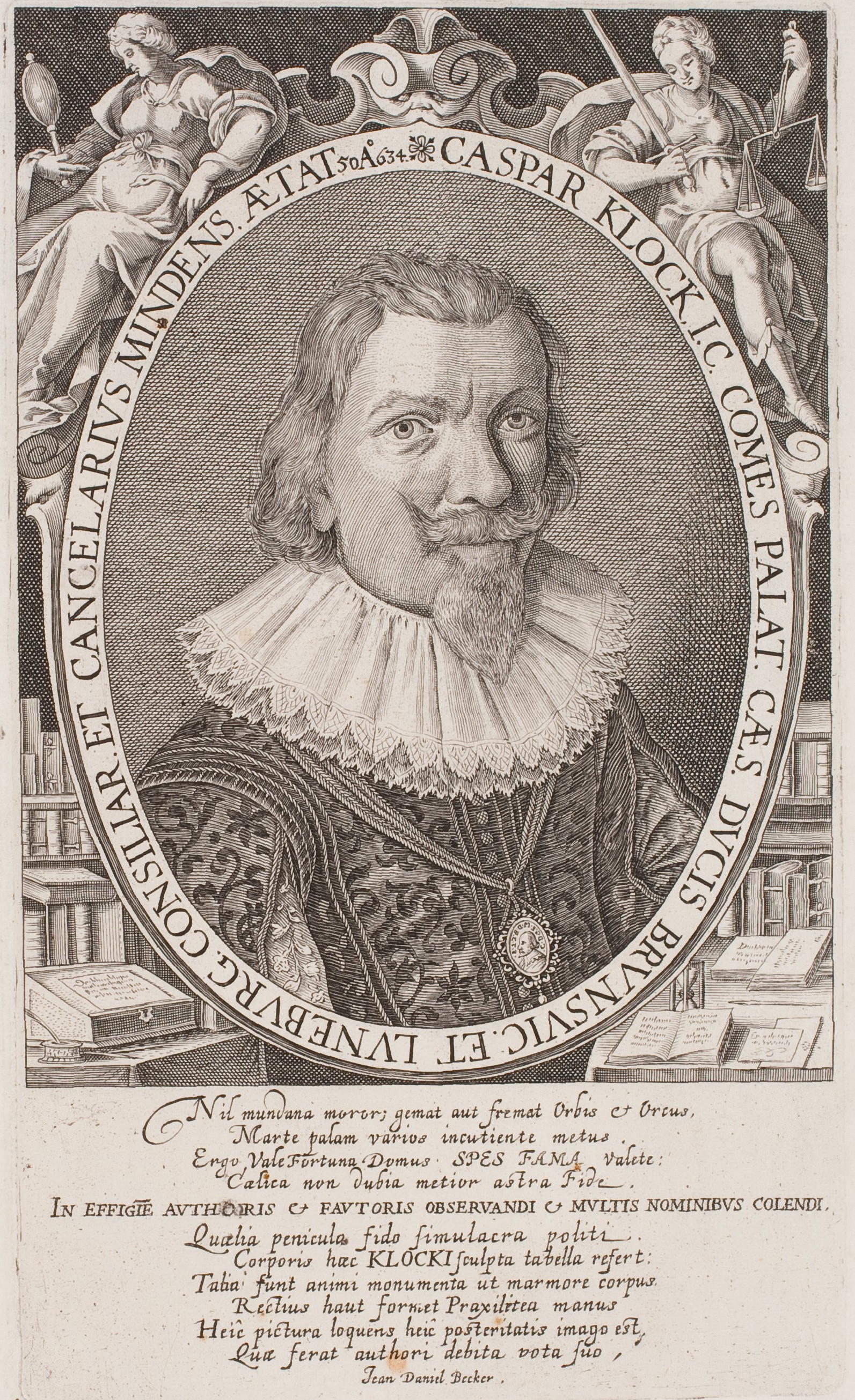
Kaspar Klock (Kupferstich 1634)

Kaspar Klock, zeitgenössisch Caspar Klock, (geb. 28. Februar 1583 in Soest; gest. 15. Januar 1655 in Braunschweig) war ein deutscher Jurist, Staatsmann und Kameralist. Er gilt als Begründer der deutschen Steuerlehre.

## Leben und Wirken
Kaspar Klock wurde am 28. Februar 1583 in Soest geboren. Er studierte in Marburg und Köln und erwarb seinen Doktortitel in Basel (Dr. jur.). In den Jahren 1608–1615 und 1638–1649 war er Kanzler in Stolberg, 1616 Obersyndicus in Braunschweig, 1626 Kanzler des Stifts Minden und 1649 Konsulent in Braunschweig. Er gilt als Begründer einer absolutistischen Steuerlehre und war Verfasser eines umfangreichen lateinischen Juristisch-politisch-polemisch-historischen Traktats über den Staatsschatz, der 1651 zum ersten Mal in Nürnberg erschien.

„Durch seine Lehre von den Monopolunternehmen und durch seine Steuerlehre hat er wesentlich zur Entwicklung der kameralistischen Staatswirtschaftslehre beigetragen und auch wertvolle Voraussetzungen für die moderne Finanzwirtschaft geschaffen.“

 Es sind verschiedene Porträts von ihm erhalten. In der Ausgabe seines Hauptwerkes ist ein Stich von Peter Troschel abgedruckt.
Sein Werk Tractatus juridico-politico-polemico-historicus wurde durch die römisch-katholische Glaubenskongregation 1677 auf den Index der verbotenen Bücher gesetzt.

## Schriften
- Tractatus juridico-politico-polemico-historicus de aerario, sive censu per honesta media absque divexatione populi licite conficiendo, libri duo. 2 Bände. Mit einer Einleitung hg. v. Bertram Schefold. (= Historia Scientiarum). Hildesheim, Georg Olms / Weidmann 2009 (= Nachdruck der Ausgabe Nürnberg 1651) Digitalisat
- De contributionibus hodie, ut plurimam in Germania usitatis. Basileae : Genathius, 1608 (Dissertation)
- Tractatus nomico-politicus de contributionibus. 1634